# Низькотемпературна ректифікація
Низькотемпературна ректифікація (НТР) — заснована на охолодженні газової сировини до температури, при якій система переходить в двофазий стан (охолоджений газ і вуглеводневий конденсат) і наступному розділенні газорідинної суміші без попередньої сепарації в тарілчастих або насадок ректифікаційних колонах.
Низькотемпературна ректифікація відрізняється від процесу низькотемпературної конденсації (НТК) (сепарації) тим, що процес ректифікації відбувається при більш низькій температурі.
Зверху колони йде відбензинений газ, а знизу — деметанізований вуглеводневий конденсат.
Етан з конденсату відокремлюють у 2-й колоні — деетанізаторі.
НТР в порівнянні з НТК дозволяє проводити поділ вуглеводневих сумішей з отриманням більш чистих індивідуальних вуглеводнів або вузьких фракцій.